# Glaucomaria
Glaucomaria is een geslacht van korstmossen dat behoort tot de orde Lecanorales van de ascomyceten.

## Soorten
Volgens Index Fungorum telt het geslacht acht soorten (peildatum februari 2023):
| Soortnaam                               | Auteur(s)                                    | Publicatiejaar |
| --------------------------------------- | -------------------------------------------- | -------------- |
| Glaucomaria bicincta                    | (Ramond) S.Y. Kondr., Lőkös & Farkas         | 2019           |
| Glaucomaria carpinea                    | (L.) S.Y. Kondr., Lőkös & Farkas             | 2019           |
| Glaucomaria leptyrodes                  | (G.B.F. Nilsson) S.Y. Kondr., Lőkös & Farkas | 2019           |
| Glaucomaria lojkaeana                   | (Szatala) S.Y. Kondr., Lőkös & Farkas        | 2019           |
| Glaucomaria rupicola (Dijkschotelkorst) | (L.) P.F. Cannon                             | 2022           |
| Glaucomaria subcarpinea                 | (Szatala) S.Y. Kondr., Lőkös & Farkas        | 2019           |
| Glaucomaria sulphurea                   | (Hoffm.) S.Y. Kondr., Lőkös & Farkas         | 2019           |
| Glaucomaria swartzii                    | (Ach.) S.Y. Kondr., Lőkös & Farkas           | 2019           |